# 주한 유럽 연합 대표부
주한 유럽 연합 대표부(영어: Delegation of the European Union to the Republic of Korea)는 대한민국 서울특별시 중구 한강대로 416 (남대문로5가 541) 서울스퀘어 11층에 위치하고 있는 유럽 연합(EU) 대표부이다. 현직 주한 유럽 연합 대사는 스페인 출신의 유럽 연합 소속 외교관인 마리아 카스티요 페르난데스이다. 다른 나라에 주재하는 유럽 연합 대표부와 마찬가지로 유럽 연합 산하 유럽 대외행동부에서 관리한다.

## 역사
유럽 공동체(EC)는 1963년 7월 24일에 대한민국과 수교했으나 한동안 대한민국에 상주 대표부를 설치하지 않았다. 1965년 11월 1일에 대한민국 정부가 벨기에 브뤼셀에 주벨기에 대한민국 대사관을 설치하면서 해당 공관에서 주유럽 공동체 대한민국 대표부를 겸임했다.
대한민국 정부와 유럽 공동체는 1986년 4월에 전두환 당시 대한민국 대통령의 유럽 4개국(영국·서독·프랑스·벨기에) 순방을 계기로 상호 대표부 설립을 추진했다. 1989년 2월 1일에는 대한민국 정부가 주유럽 공동체 대한민국 대표부를 주벨기에 대한민국 대사관에서 분리하여 신설했다. 1989년 7월 7일에는 벨기에 브뤼셀에서 열린 제6차 대한민국-유럽 공동체 고위협의회에 참석한 최호중 대한민국 외무부 장관과 프란스 안드리선 유럽 공동체 집행위원회 부위원장 겸 외교 관계·통상 정책 담당 위원이 대한민국 주재 유럽 공동체 대표부 설치 및 특권 면제에 관한 협정에 서명했다.
1990년 3월 26일에는 대한민국 서울에서 주한 유럽 공동체 대표부가 정식 개관했다. 1993년 11월 1일을 기해 마스트리흐트 조약의 발효와 함께 유럽 공동체가 유럽 연합(EU)으로 개편되면서 주한 유럽 공동체 대표부도 주한 유럽 연합 대표부로 개편되었다. 1998년 9월 1일에는 대한민국 정부가 IMF 구제금융 체제의 여파로 인하여 주유럽 연합 대한민국 대표부를 폐쇄하고 주벨기에 대한민국 대사관과 통합했다.

## 역대 주한 유럽 연합 대사
| 대수  | 대사 이름 (원어 표기)                                           | 출신 유럽 연합 회원국 | 임기            |
| ----- | --------------------------------------------------------------- | --------------------- | --------------- |
| 제1대 | 질 아누이 (프랑스어: Gilles Anouil)                             | 프랑스                | 1990년 ~ 1995년 |
| 제2대 | 투에 로르스테드 (덴마크어: Tue Rohrsted)                        | 덴마크                | 1995년 ~ 1998년 |
| 제3대 | 프랑크 헤스케 (독일어: Frank Hesske)                            | 독일                  | 1999년 ~ 2002년 |
| 제4대 | 도리언 프린스 (영어: Dorian Prince)                             | 영국                  | 2002년 ~ 2006년 |
| 제5대 | 브라이언 맥도널드 (영어: Brian McDonald)                        | 아일랜드              | 2006년 ~ 2010년 |
| 제6대 | 토마시 코즈워프스키 (폴란드어: Tomasz Kozłowski)                | 폴란드                | 2011년 ~ 2015년 |
| 제7대 | 게르하르트 자바틸 (독일어: Gerhard Sabathil)                    | 독일 헝가리           | 2015년 ~ 2017년 |
| 제8대 | 미하엘 라이테러 (독일어: Michael Reiterer)                      | 오스트리아            | 2017년 ~ 2020년 |
| 제9대 | 마리아 카스티요 페르난데스 (스페인어: Maria Castillo Fernandez) | 스페인                | 2020년 ~ 현재   |

## 주요 임무
주한 유럽 연합 대표부는 대한민국에서 유럽 연합을 대표하는 기구로써 대한민국 정부와 유럽 연합 간의 정치, 경제, 문화, 외교, 안보, 통상·무역, 그 외의 협력 분야에서 협력과 발전을 도모한다. 또한 대한민국과 유럽 연합 사이에 체결된 각종 협정에 따른 협력을 증진시키고 이와 관련된 정책을 개발한다.
주한 유럽 연합 대표부는 대한민국의 정치, 경제, 사회, 문화, 외교 관계, 통상·무역과 관련된 정보를 유럽 연합에 제공한다. 유럽 연합에 대해서는 대한민국의 정치, 경제, 사업, 시민 사회, 고등 교육과 관련된 핵심 인사들과의 긴밀한 관계를 유지하도록 지시하는 역할을 한다. 또한 대한민국 정부에 대해서는 유럽 연합의 정치, 경제, 인권, 교육, 연구 개발, 문화와 같은 여러 분야의 정책, 목적, 목표와 관련된 정보를 공유하도록 지시한다. 주한 유럽 연합 대표부에서는 대한민국에 주재하는 유럽 연합 회원국의 외교관들(대사, 참사관, 공보관, 행정관)이 참석하는 정례 회의를 통해 유럽 연합 회원국의 대사관들이 유럽 연합과 관련된 사안에 대한 긴밀한 공조 관계를 구축하도록 지시한다.

## 같이 보기
관련 항목
- 대한민국-유럽 연합 관계
- 주벨기에·유럽 연합 대한민국 대사관 겸 주북대서양 조약 기구 대한민국 대표부
- 유럽 연합 대표부
- 대한민국 주재 외국공관 목록

서울스퀘어 관련
- 주한 독일 대사관
- 주한 덴마크 대사관
- 주한 에스토니아 대사관
- 주한 바레인 대사관

### 내용주
1. ↑  영국은 1973년 1월 1일에 덴마크, 아일랜드와 함께 유럽 공동체에 가입했다. 그러나 2016년 6월 23일에 실시된 유럽 연합 회원국 국민투표에서 탈퇴 51.89%, 잔류 48.11%를 기록하면서 영국 정부는 2017년 3월 29일부터 리스본 조약 제50조에 따른 브렉시트(영국의 유럽 연합 탈퇴) 협상을 시작했다. 영국은 2020년 1월 31일을 기해 유럽 연합에서 탈퇴했다.

### 참고주
1. ↑  “최종건 제1차관, 카스티요 페르난데즈 주한유럽연합[EU]대사 내정자 면담”. 《대한민국 외교부》. 2020년 10월 15일. 2022년 9월 20일에 확인함.
2. ↑  “보도자료 - 한-EU 수교 40주년 기념 양측 정상간 친서교환”. 《대한민국 외교부》. 2003년 7월 24일. 2022년 9월 20일에 확인함.
3. ↑  “한국-EU 수교 50년…전략적 동반자관계 격상”. 《연합뉴스》. 2013년 11월 7일. 2022년 9월 20일에 확인함.
4. 1 2  “대사관 약사”. 《주벨기에·유럽 연합 대한민국 대사관 겸 주북대서양 조약 기구 대한민국 대표부》. 2022년 9월 20일에 확인함.
5. ↑  “韓(한)·EC 常駐代表部(상주대표부) 추진”. 《경향신문》. 1986년 4월 22일. 2022년 9월 20일에 확인함.
6. ↑  “韓(한)—EC 代表部(대표부)설치 추진”. 《매일경제》. 1986년 4월 22일. 2022년 9월 20일에 확인함.
7. ↑  “海外(해외)공관장 17명人事(인사)”. 《동아일보》. 1989년 2월 1일. 2022년 9월 20일에 확인함.
8. ↑  〈제2장 한반도 평화 정착 및 통일을 위한 주요 외교 활동〉. 《1990 외교백서》. 대한민국 외무부. 1990년 11월 20일. 37쪽. 2022년 9월 20일에 확인함.
9. ↑  “駐韓(주한) EC대표부 年内(연내)에 설치키로”. 《동아일보》. 1989년 7월 8일. 2022년 9월 20일에 확인함.
10. ↑  “"交流(교류)물꼬"協力(협력)파트너 기대”. 《매일경제》. 1989년 7월 11일. 2022년 9월 20일에 확인함.
11. ↑  “EC대표부 開館(개관)”. 《경향신문》. 1990년 3월 26일. 2022년 9월 20일에 확인함.
12. 1 2  “주한 EU 대표부 소개”. 《주한 유럽 연합 대표부》. 2022년 9월 20일에 확인함.